# Třída Lexington
Třída Lexington byla třída letadlových lodí Námořnictva Spojených států. V roce 1927 byly do služby zařazeny dvě jednotky této třídy.
Původně se mělo jednat o šest bitevních křižníků třídy Lexington, jejichž stavba byla zahájena v letech 1920–1921. Avšak Washingtonská konference z roku 1922 zastavila stavbu všech rozestavěných bitevních lodí a křižníků. Podmínky konference ovšem dovolily Američanům dokončit dvě rozestavěné lodě jako letadlové a tak byly původně bitevní křižníky Lexington a Saratoga dokončeny v této podobě. Zbývající jednotky byly sešrotovány.
Obě přestavěné lodě se osvědčily jako úspěšné nosiče letadel, podporující široké spektrum operací. Zkušenosti s třídou Lexington přesvědčily US Navy o významu velkých letadlových lodí. Lexington a Saratoga byly, až do zprovoznění lodí třídy Midway, největšími loďmi amerického námořnictva. Zatímco Lexington byl potopen japonským letectvem v bitvě v Korálovém moři, Saratoga druhou světovou válku přečkala a byla potopena při testu atomové bomby v roce 1946.

## Seznam jednotek
| Jméno                | Založení kýlu | Spuštěna      | Vstup do služby    | Stav                                                                                  |
| -------------------- | ------------- | ------------- | ------------------ | ------------------------------------------------------------------------------------- |
| USS Lexington (CV-2) | 8. ledna 1921 | 3. října 1925 | 14. prosince 1927  | objednána jako bitevní křižník CC-1; 8. května 1942 potopena v boji                   |
| USS Saratoga (CV-3)  | 25. září 1920 | 7. dubna 1925 | 16. listopadu 1927 | objednána jako bitevní křižník CC-3; 25. července 1946 potopena při jaderných testech |

Jako bitevní křižníky byly rozestavěny byly také jednotky Constellation (CC-2), Ranger (CC-4), Constitution (CC-5) a United States (CC-6). Jejich nedostavěné trupy byly po zrušení stavby třídy bitevních křižníků v roce 1922 sešrotovány.